# 258 v.Chr.
Het jaar 258 v.Chr. is een jaartal volgens de christelijke jaartelling.

## Gebeurtenissen

### Italië
- Aulus Atilius Calatinus en Gaius Sulpicius Paterculus zijn consul in het Imperium Romanum.
- Een kleine Romeinse vloot onder Gaius Sulpicius Paterculus wint de slag bij Sulci tegen Carthago.
- De Romeinen heroveren op Sicilië de steden Camarina, Enna en Himera.

### Egypte
- De Griekse geneeskundige Erasistratos sticht een medische school in Alexandrië.

### Griekenland
- Op het eiland Methana barst de gelijknamige vulkaan uit. Dit is de meest recente uitbarsting van deze Griekse vulkaan.

### Klein-Azië
- Antiochus II Theos onderdrukt de opstand in Milete, de Egyptische vloot wordt in de zeeslag bij Kos verslagen.

### Vietnam
- Einde van de Hồng Bàng-dynastie in Văn Lang (een koninkrijk in Vietnam).

### Carthago
- Hannibal Gisco wordt in Carthago vanwege zijn nederlagen op Sicilië gekruisigd.

## Overleden
- Hannibal Gisco (~300 v.Chr. - 258 v.Chr.), Carthaags veldheer (~40)